# SAFA
SAFA es el acrónimo (de SAgrada FAmilia) con el que se denomina la Fundación Escuelas Profesionales de la Sagrada Familia, institución cultural privada sin ánimo de lucro fundada en 1940 por el jesuita Rafael Villoslada Peula. La institución cuenta en la actualidad con 27 centros educativos repartidos por las ocho provincias andaluzas y atiende a unos 20 000 estudiantes. 
Sin tener relación con esta fundación, también es denominado SAFA como acrónimo de "SAgrada FAmilia" el colegio Sagrada Familia de los Hermanos de la Sagrada Familia de Belley en Burgos (siendo frecuente que los colegios de esta congregación antepongan a su nombre el acrónimo SAFA).  A veces, también se utiliza ese acrónimo para referirse a la iglesia de la Sagrada Familia de Burgos.

## Origen de SAFA
La Fundación Escuelas Profesionales de la Sagrada Familia nació en 1940, meses después de la finalización de la guerra civil española. En aquel contexto socioeconómico, un joven sacerdote jesuita, el padre Rafael Villoslada Peula, se propuso proporcionar una formación profesional a niños que de otra forma no hubiesen tenido ninguna oportunidad de recibir una mínima educación.
La carta fundacional define a SAFA como Institución cuya labor docente, siempre gratuita, tiene por objeto promover y crear a los futuros trabajadores de Huelva, en las clases modestas y humildes de los pueblos y campos andaluces, la educación cristiana y social, al igual que la promoción humana y social de sus beneficiarios... incidiendo de un modo especial en la enseñanza profesional. Hoy en día podemos afirmar que sigue cumpliéndose la labor que estipula esta carta fundacional, gracias al funcionamiento concertado que esta Institución tiene con la Consejería de Educación y Ciencia de la Junta de Andalucía.

## Centros
| Ciudad                   | Centro                           | Alumnado |
| ------------------------ | -------------------------------- | -------- |
| Alcalá de los Gazules    | SAFA Alcalá de los Gazules       | 429      |
| Alcalá la Real           | SAFA Alcalá la Real              | 1093     |
| Almería                  | SAFA Almería                     | 721      |
| Andújar                  | SAFA Andújar                     | 1589     |
| Atarfe                   | SAFA Atarfe                      | 391      |
| Baena                    | SAFA Baena                       | 1975     |
| Bujalance                | SAFA Bujalance                   | 245      |
| Cádiz                    | SAFA Padre Villoslada            | 359      |
| Chiclana de la Frontera  | SAFA Chiclana de la Frontera     | 377      |
| Constantina              | Centro Naturaleza Constantina    | 45       |
| Écija                    | SAFA Écija                       | 1422     |
| Puerto de Santa María    | SAFA San Luis                    | 2118     |
| Huelva                   | SAFA FUNCADIA                    | 1350     |
| Jerez de la Frontera     | SAFA Jerez                       | 436      |
| Las Lomas                | SAFA Las Lomas                   | 204      |
| Linares                  | SAFA Linares                     | 784      |
| Málaga                   | SAFA Málaga (ICET)               | 827      |
| Montellano               | SAFA Montellano                  | 328      |
| Osuna                    | SAFA Osuna                       | 360      |
| Pedro Abad               | SAFA Pedro Abad                  | 301      |
| Sevilla                  | Dirección Central                | 150      |
| Sevilla                  | SAFA Blanca Paloma               | 575      |
| Sevilla                  | SAFA Nuestra Señora de los Reyes | 746      |
| Sevilla                  | SAFA Patronato Vereda            | 1056     |
| Úbeda                    | SAFA Úbeda                       | 2064     |
| Valverde del Camino      | SAFA Valverde del Camino         | 355      |
| Villacarrillo            | SAFA Villacarrillo               | 456      |
| Villanueva del Arzobispo | SAFA Villanueva del Arzobispo    | 409      |